# Mustajoki (vattendrag i Finland, Kajanaland)
Mustajoki är ett vattendrag i Finland.   Det ligger i landskapet Kajanaland, i den nordöstra delen av landet, 600 km norr om huvudstaden Helsingfors.